# Juan Fuenmayor
Juan José Fuenmayor Núñez (ur. 5 września 1979 w Maracaibo) – wenezuelski piłkarz grający na pozycji lewego obrońcy. Od 2010 roku jest zawodnikiem klubu Deportivo Anzoátegui.

## Kariera klubowa
Swoją karierę piłkarską Fuenmayor rozpoczął w klubie UA Maracaibo. W 2000 roku awansował do kadry pierwszej drużyny i w sezonie 2000/2001 zadebiutował w nim w wenezuelskiej Primera División. Wraz z klubem z Maracaibo wywalczył mistrzostwo Wenezueli w sezonie 2004/2005 oraz trzy wicemistrzostwa Wenezueli w sezonach 2002/2003, 2005/2006 i 2006/2007.
W 2008 roku Fuenmayor przeszedł do klubu Zulia FC. Grał w nim przez sezon. W 2009 roku wyjechał do Norwegii i został zawodnikiem Vålerenga Fotball, w której zadebiutował 21 marca 2009 w zremisowanym 1:1 domowym meczu z Aalesunds FK. W Vålerendze grał do 2010 roku.
W 2010 roku Fuenmayor wrócił do Wenezueli i został piłkarzem Deportivo Anzoátegui. Swój debiut w nim zaliczył 8 sierpnia 2010 w zremisowanym 1:! domowym spotkaniu z Deportivo Petare. W sezonie 2012/2013 zdobył z Deportivo Puchar Wenezueli.

## Kariera reprezentacyjna
W reprezentacji Wenezueli Fuenmayor zadebiutował w 2005 roku.